# Oncopygius distans
Oncopygius distans är en tvåvingeart som först beskrevs av Friedrich Hermann Loew 1857.  Oncopygius distans ingår i släktet Oncopygius och familjen styltflugor. Inga underarter finns listade i Catalogue of Life.